# Kluuvi
Kluuvi (svensk: Gloet) er en bydel i det centrale Helsinki, Finland. Den ligger i Vironniemi-distriktet (svensk: Estnäs) i det sydlige stordistrikt.
Kluuvi er Helsinkis kommercielle centrum. Her finder man bl.a. Helsinki Hovedbanegård, Helsinki Hovedpostkontor og stormagasinerne Stockmann og Sokos. Bydelen er også hjemsted for Helsinki Universitets hovedcampus, kunstmuseet Ateneum og biograferne Maxim, Kinopalatsi og Bristol.
I daglig tale omtaler Helsinkis indbyggere oftest Kluuvi som "centrum" (finsk: keskusta).
Kluuvi har et areal på 0,90 km2 og et indbyggertal på 564 (2014).

## Historie
Det finske ord kluuvi og det svenske ord glo betyder lukket bugt. Bydelen var oprindeligt en lille vig i Finske Bugt, der blev drænet i løbet af 1800-tallet. I dag kan man stadig lugte rådden tang og andre havplanter nær byggepladser.

## Billedgalleri
- Alexandersgatan uden for Stockmann en regnvåd dag
- Mannerheimvägen
- Finska nationalteatern
- Helsingfors centralstation